# Les Légions Noires
Les Légions Noires oder The Black Legions war eine Vereinigung von französischen Black-Metal-Musikern in den 1990er Jahren, ähnlich dem norwegischen Inner Circle. Zu den Légions Noires gehörten unter anderem die Black-Metal- und Dark-Ambient-Bands Mütiilation, Belketre, Torgeist, Moëvöt, Brenoritvrezorkre und Vlad Tepes. 1996 soll Meyna’ch von Mütiilation wegen Drogenproblemen aus den Légions Noires ausgestoßen worden sein, die sich um diese Zeit inklusive der vertretenen Bands auflösten.
Bekannt ist die Vereinigung für ihre starke Untergrund-Mentalität und rohen Demoaufnahmen, die nur unter dessen Mitgliedern verbreitet wurden. Thorns von Full Moon Productions wurden sogar Morddrohungen zugesandt, weil er die Anschrift der Band Vlad Tepes bei der Besprechung ihres Demos War Funeral March in seinem Magazin Petrified mit abgedruckt hatte. Inspiriert von den Légions Noires sind unter anderem Shatraug von Horna und Malefic von Xasthur. Der Zirkel wird allerdings von Mitgliedern der französischen NSBM-Szene verachtet; dennoch rechnet sie Black Christ von Blessed in Sin und Funeral zu den besten französischen Bands der frühen und mittleren 1990er Jahre.